# Liga dos Campeões da CAF de 2018–19 – Fase de Grupos
A Fase de Grupos da Liga dos Campeões da CAF de 2018–19 foi disputada entre 11 de janeiro até 17 de março de 2019. Um total de 16 equipes competem nesta fase para definir os oito classificados para as oitavas de final.

## Sorteio
O sorteio para a fase de grupos foi realizado em 28 de dezembro de 2018 em Cairo, Egito. As 16 equipes, incluindo o detentor do título, Espérance de Tunis e os 15 vencedores da primeira fase de qualificação foram sorteados em quatro grupos com quatro equipes cada.
As equipes foram separadas nos potes pela sua performance em competições da CAF nas cinco temporadas anteriores (ranking mostrado nos parênteses). Cada grupo contém uma equipe de cada pote.
| Pote    | Pote 1                                                                                             | Pote 2                                                                                          | Pote 3                                                                      | Pote 4                                           |
| ------- | -------------------------------------------------------------------------------------------------- | ----------------------------------------------------------------------------------------------- | --------------------------------------------------------------------------- | ------------------------------------------------ |
| Equipes | - TP Mazembe (66 pts) - Al-Ahly (62 pts) - Wydad Casablanca (51 pts) - Espérance de Tunis (45 pts) | - Mamelodi Sundowns (40 pts) - AS Vita Club (29 pts) - Horoya (19 pts) - Club Africain (12 pts) | - ASEC Mimosas (8.5 pts) - Orlando Pirates (8 pts) - Simba - CS Constantine | - Ismaily - Lobi Stars - FC Platinum - JS Saoura |

## Grupos

### Grupo A
| Pos. | Equipe            | Pts | J | V | E | D | GP | GC | SG |
| ---- | ----------------- | --- | - | - | - | - | -- | -- | -- |
| 1    | Wydad Casablanca  | 10  | 6 | 3 | 1 | 2 | 8  | 6  | +2 |
| 2    | Mamelodi Sundowns | 10  | 6 | 3 | 1 | 2 | 9  | 5  | +4 |
| 3    | Lobi Stars        | 7   | 6 | 2 | 1 | 3 | 4  | 6  | –2 |
| 4    | ASEC Mimosas      | 7   | 6 | 2 | 1 | 3 | 6  | 10 | –4 |

|                   | LOB | WAC | ASE | MSD |
| ----------------- | --- | --- | --- | --- |
| Lobi Stars        |     | 0–1 | 2–0 | 2–1 |
| Wydad Casablanca  | 0–0 |     | 5–2 | 1–0 |
| ASEC Mimosas      | 1–0 | 2–0 |     | 0–0 |
| Mamelodi Sundowns | 3–0 | 2–1 | 3–1 |     |

| 11 de janeiro de 2019 | Lobi Stars                   | 2 – 1     | Mamelodi Sundowns | Estádio Nnamdi Azikiwe, Enugu |
| 17:00 (UTC+1)         | Koné 45' (pen) · Martins 52' | Relatório | Laffor 38'        | Árbitro: EGY Gehad Grisha     |

| 11 de janeiro de 2019 | Wydad Casablanca                                                           | 5 – 2     | ASEC Mimosas               | Estádio Príncipe Moulay Abdellah, Rabat |
| 20:00 (UTC+1)         | El Haddad 16' · Babatunde 48' · El Moutaraji 56' · El Karti 69' · Aouk 80' | Relatório | Coulibaly 44' · Bagate 85' | Árbitro: SEN Maguette N'Diaye           |

| 19 de janeiro de 2019 | ASEC Mimosas       | 1 – 0     | Lobi Stars | Estádio Félix Houphouët-Boigny, Abidjã |
| 16:00 (UTC+0)         | Diomandé 38' (pen) | Relatório |            | Árbitro: ALG Mustapha Ghorbal          |

| 19 de janeiro de 2019 | Mamelodi Sundowns | 2 – 1     | Wydad Casablanca | Estádio Lucas Masterpieces Moripe, Pretória |
| 21:00 (UTC+2)         | Zwane 8', 64'     | Relatório | Nahiri 35'       | Árbitro: ANG Hélder Martins de Carvalho     |

| 1 de fevereiro de 2019 | Mamelodi Sundowns                | 3 – 1     | ASEC Mimosas       | Estádio Loftus Versfeld, Pretória |
| 21:00 (UTC+2)          | Lebusa 9' · Zwane 55' · Tade 90' | Relatório | Diomandé 15' (pen) | Árbitro: TUN Sadok Selmi          |

| 2 de fevereiro de 2019 | Lobi Stars | 0 – 1     | Wydad Casablanca | Estádio Nnamdi Azikiwe, Enugu          |
| 14:00 (UTC+1)          |            | Relatório | Nahiri 20' (pen) | Árbitro: COD Jean-Jacques Ndala Ngambo |

| 12 de fevereiro de 2019 | ASEC Mimosas | 0 – 0     | Mamelodi Sundowns | Estádio Félix Houphouët-Boigny, Abidjã |
| 16:00 (UTC+0)           |              | Relatório |                   | Árbitro: TUN Youssef Essrayri          |

| 12 de fevereiro de 2019 | Wydad Casablanca | 0 – 0     | Lobi Stars | Estádio Príncipe Moulay Abdellah, Rabat |
| 20:00 (UTC+1)           |                  | Relatório |            | Árbitro: GAB Eric Otogo-Castane         |

| 9 de março de 2019 | ASEC Mimosas   | 2 – 0     | Wydad Casablanca | Estádio Félix Houphouët-Boigny, Abidjã |
| 16:00 (UTC+0)      | Touré 68', 89' | Relatório |                  | Árbitro: RWA Louis Hakizimana          |

| 9 de março de 2019 | Mamelodi Sundowns                 | 3 – 0     | Lobi Stars | Estádio Loftus Versfeld, Pretória |
| 21:00 (UTC+2)      | Morena 2' · Zwane 38' · Maboe 39' | Relatório |            | Árbitro: ZAM Janny Sikazwe        |

| 16 de março de 2019 | Lobi Stars     | 2 – 0     | ASEC Mimosas | Estádio Nnamdi Azikiwe, Enugu |
| 17:00 (UTC+1)       | Sikiru 3', 39' | Relatório |              | Árbitro: TUN Haythem Guirat   |

| 16 de março de 2019 | Wydad Casablanca | 1 – 0     | Mamelodi Sundowns | Estádio Príncipe Moulay Abdellah, Rabat |
| 17:00 (UTC+1)       | Nahiri 63'       | Relatório |                   | Árbitro: BDI Pacifique Ndabihawenimana  |

### Grupo B
| Pos. | Equipe             | Pts | J | V | E | D | GP | GC | SG |
| ---- | ------------------ | --- | - | - | - | - | -- | -- | -- |
| 1    | Espérance de Tunis | 14  | 6 | 4 | 2 | 0 | 9  | 2  | +7 |
| 2    | Horoya             | 10  | 6 | 3 | 1 | 2 | 6  | 7  | –1 |
| 3    | Orlando Pirates    | 6   | 6 | 1 | 3 | 2 | 6  | 6  | 0  |
| 4    | FC Platinum        | 2   | 6 | 0 | 2 | 4 | 3  | 9  | –6 |

|                    | PLA | HOR | EST | ORL |
| ------------------ | --- | --- | --- | --- |
| FC Platinum        |     | 0–1 | 1–2 | 0–0 |
| Horoya             | 2–0 |     | 1–1 | 2–1 |
| Espérance de Tunis | 2–0 | 2–0 |     | 2–0 |
| Orlando Pirates    | 2–2 | 3–0 | 0–0 |     |

| 11 de janeiro de 2019 | Horoya      | 1 – 1     | Espérance de Tunis | Stade du 28 Septembre, Conacri |
| 16:00 (UTC+0)         | Mandela 67' | Relatório | Badri 89'          | Árbitro: SDN El Fadil Mohamed  |

| 12 de janeiro de 2019 | FC Platinum | 0 – 0     | Orlando Pirates | Estádio Barbourfields, Bulawayo  |
| 15:00 (UTC+2)         |             | Relatório |                 | Árbitro: RWA Jean Claude Ishimwe |

| 18 de janeiro de 2018 | Espérance de Tunis | 2 – 0     | FC Platinum | Stade El Menzah, Tunes                 |
| 14:00 (UTC+1)         | Khenissi 24', 74'  | Relatório |             | Público: 0 Árbitro: GAM Bakary Gassama |

| 18 de janeiro de 2018 | Orlando Pirates               | 3 – 0     | Horoya | Estádio Orlando, Joanesburgo           |
| 18:00 (UTC+2)         | Lorch 45+1' · Shonga 73', 75' | Relatório |        | Árbitro: COD Jean-Jacques Ndala Ngambo |

| 2 de fevereiro de 2019 | FC Platinum | 0 – 1     | Horoya           | Estádio Barbourfields, Bulawayo |
| 15:00 (UTC+2)          |             | Relatório | Assoko 50' (pen) | Árbitro: ALG Mustapha Ghorbal   |

| 2 de fevereiro de 2019 | Orlando Pirates | 0 – 0     | Espérance de Tunis | Estádio Orlando, Joanesburgo       |
| 21:00 (UTC+2)          |                 | Relatório |                    | Árbitro: ETH Bamlak Tessema Weyesa |

| 12 de fevereiro de 2019 | Espérance de Tunis     | 2 – 0     | Orlando Pirates | Stade El Menzah, Tunes                     |
| 14:00 (UTC+1)           | Badri 16' · Jouini 89' | Relatório |                 | Público: 0 Árbitro: BDI Thierry Nkurunziza |

| 12 de fevereiro de 2019 | Horoya                   | 2 – 0     | FC Platinum | Stade du 28 Septembre, Conacri |
| 16:00 (UTC+0)           | Mandela 58' · Yakubu 78' | Relatório |             | Árbitro: SEY Bernard Camille   |

| 8 de março de 2019 | Orlando Pirates         | 2 – 2     | FC Platinum             | Estádio Orlando, Joanesburgo    |
| 21:00 (UTC+2)      | Lorch 81' · Mulenga 87' | Relatório | Tigere 27' · Pavari 37' | Árbitro: GAB Eric Otogo-Castane |

| 8 de março de 2019 | Espérance de Tunis          | 2 – 0     | Horoya | Stade Olympique de Radès, Radès         |
| 20:00 (UTC+1)      | Assoko 24' (g.c.) · Kom 83' | Relatório |        | Árbitro: ANG Hélder Martins de Carvalho |

| 16 de março de 2019 | FC Platinum | 1 – 2     | Espérance de Tunis      | Estádio Barbourfields, Bulawayo |
| 15:00 (UTC+2)       | Sadiki 63'  | Relatório | Meskini 8' · Rjaïbi 83' | Árbitro: BOT Joshua Bondo       |

| 16 de março de 2019 | Horoya                    | 2 – 1     | Orlando Pirates | Stade du 28 Septembre, Conacri     |
| 16:00 (UTC+0)       | Ab. Camara 56' · Haba 72' | Relatório | Shonga 90+2'    | Árbitro: ETH Bamlak Tessema Weyesa |

### Grupo C
| Pos. | Equipe         | Pts | J | V | E | D | GP | GC | SG |
| ---- | -------------- | --- | - | - | - | - | -- | -- | -- |
| 1    | TP Mazembe     | 11  | 6 | 3 | 2 | 1 | 13 | 4  | +9 |
| 2    | CS Constantine | 10  | 6 | 3 | 1 | 2 | 8  | 6  | +2 |
| 3    | Club Africain  | 10  | 6 | 3 | 1 | 2 | 5  | 9  | –4 |
| 4    | Ismaily SC     | 2   | 6 | 0 | 2 | 4 | 4  | 11 | –7 |

|                | TPM | CA  | CSS | ISM |
| -------------- | --- | --- | --- | --- |
| TP Mazembe     |     | 8–0 | 2–0 | 2–0 |
| Club Africain  | 0–0 |     | 0–1 | 1–0 |
| CS Constantine | 3–0 | 0–1 |     | 3–2 |
| Ismaily SC     | 1–1 | 0–3 | 1–1 |     |

### Grupo D
| Pos. | Equipe       | Pts | J | V | E | D | GP | GC | SG |
| ---- | ------------ | --- | - | - | - | - | -- | -- | -- |
| 1    | Al-Ahly      | 10  | 6 | 3 | 1 | 2 | 11 | 3  | +8 |
| 2    | Simba        | 9   | 6 | 3 | 0 | 3 | 6  | 13 | –7 |
| 3    | JS Saoura    | 8   | 6 | 2 | 2 | 2 | 6  | 9  | –3 |
| 4    | AS Vita Club | 7   | 6 | 2 | 1 | 3 | 9  | 7  | +2 |

|              | AHL | SIM | JSS | VIT |
| ------------ | --- | --- | --- | --- |
| Al-Ahly      |     | 5–0 | 3–0 | 2–0 |
| Simba        | 1–0 |     | 3–0 | 2–1 |
| JS Saoura    | 1–1 | 2–0 |     | 1–0 |
| AS Vita Club | 1–0 | 5–0 | 2–2 |     |

| 12 de janeiro de 2018 | Simba                      | 3 – 0     | JS Saoura | Estádio Nacional, Dar es Salaam |
| 16:00 (UTC+3)         | Okwi 45' · Kagere 51', 67' | Relatório |           | Árbitro: BOT Joshua Bondo       |

| 12 de janeiro de 2018 | Al-Ahly                       | 2 – 0     | AS Vita Club | Estádio Borg El Arab, Alexandria |
| 21:00 (UTC+2)         | Maher 64' · Maâloul 79' (pen) | Relatório |              | Árbitro: TUN Sadok Selmi         |

| 18 de janeiro de 2018 | JS Saoura        | 1 – 1     | Al-Ahly    | Estádio 20 de Agosto de 1955, Béchar |
| 20:00 (UTC+1)         | Yahia-Chérif 58' | Relatório | Nedvěd 85' | Árbitro: GAB Eric Otogo-Castane      |

| 19 de janeiro de 2018 | AS Vita Club                                                   | 5 – 0     | Simba | Stade des Martyrs, Kinshasa  |
| 17:00 (UTC+1)         | Mundele 13', 75' · Bompunga 19' · Ngoma 45+2' (pen) · Kupa 70' | Relatório |       | Árbitro: MLI Mahamadou Keita |

| 2 de fevereiro de 2019 | AS Vita Club              | 2 – 2     | JS Saoura                     | Stade des Martyrs, Kinshasa             |
| 17:00 (UTC+1)          | Kasengu 14' · Mundele 36' | Relatório | Hammia 45' · Yahia-Chérif 88' | Árbitro: ANG Hélder Martins de Carvalho |

| 2 de fevereiro de 2019 | Al-Ahly                                                | 5 – 0     | Simba | Estádio Borg El Arab, Alexandria |
| 21:00 (UTC+2)          | Elsolia 3' · Maâloul 23' · Ajayi 30' · Nedvěd 34', 40' | Relatório |       | Árbitro: SEN Maguette N'Diaye    |

| 12 de fevereiro de 2019 | Simba      | 1 – 0     | Al-Ahly | Estádio Nacional, Dar es Salaam         |
| 16:00 (UTC+3)           | Kagere 65' | Relatório |         | Árbitro: SDN Mahmood Ali Mahmood Ismail |

| 12 de fevereiro de 2019 | JS Saoura  | 1 – 0     | AS Vita Club | Estádio 20 de Agosto de 1955, Béchar |
| 20:00 (UTC+1)           | Hammar 77' | Relatório |              | Árbitro: RWA Louis Hakizimana        |

| 9 de março de 2019 | AS Vita Club | 1 – 0     | Al-Ahly | Stade des Martyrs, Kinshasa |
| 17:00 (UTC+1)      | Kisinda 84'  | Relatório |         | Árbitro: RSA Victor Gomes   |

| 9 de março de 2019 | JS Saoura                           | 2 – 0     | Simba | Estádio 20 de Agosto de 1955, Béchar   |
| 20:00 (UTC+1)      | Yahia-Chérif 18' · Hammia 51' (pen) | Relatório |       | Árbitro: COD Jean-Jacques Ndala Ngambo |

| 16 de março de 2019 | Al-Ahly                               | 3 – 0     | JS Saoura | Estádio Borg El Arab, Alexandria |
| 18:00 (UTC+2)       | Talah 30' (g.c.) · M. Mohsen 30', 45' | Relatório |           | Árbitro: TUN Sadok Selmi         |

| 16 de março de 2019 | Simba                    | 2 – 1     | AS Vita Club | Estádio Nacional, Dar es Salaam    |
| 19:00 (UTC+3)       | Husseini 35' · Chama 89' | Relatório | Kasengu 12'  | Árbitro: MAR Noureddine El Jaafari |